# Diaspidiotus cecconii
Diaspidiotus cecconii är en insektsart som först beskrevs av Leonardi 1908.  Diaspidiotus cecconii ingår i släktet Diaspidiotus och familjen pansarsköldlöss. Inga underarter finns listade i Catalogue of Life.